# Kisela Voda
Kisela Voda (în macedoneană Кисела Вода) este o suburbie a orașului Skopje din comuna Kisela Vodă, Macedonia de Nord. Se află la coordonatele 41°58′45″N 21°26′8″E / 41.97917°N 21.43556°E.

## Date demografice
Conform recensământului din 2002, suburbia avea 84625 de locuitori. Grupurile etnice din suburbie sunt următoarele:
- Macedoneni 74431
- Sârbi 3738
- Vlahi 987
- Bosniaci 535
- Turci 419
- Albanezi 342
- Rromi 324
- Alții 1849